# 千葉県道136号佐倉停車場千代田線

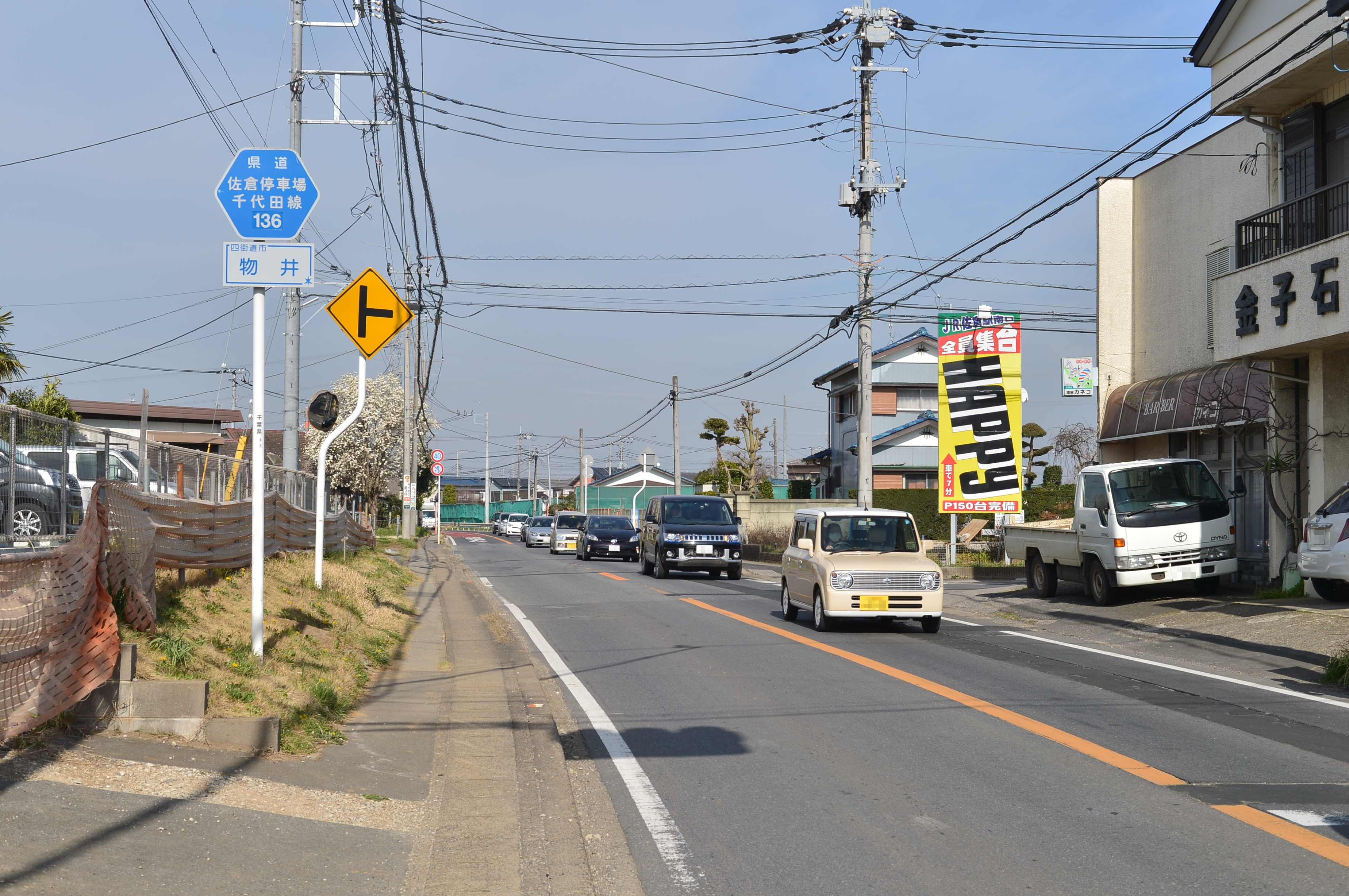
千葉県道136号佐倉停車場千代田線
四街道市物井（2015年3月）

千葉県道136号佐倉停車場千代田線（ちばけんどう136ごう さくらていしゃじょうちよだせん）は、千葉県佐倉市のJR総武本線・成田線佐倉駅北口と四街道市を結ぶ一般県道である。

## 概要
- 起点：佐倉市表町（総武本線・成田線佐倉駅北口）
- 終点：四街道市物井（物井三差路、千葉県道64号千葉臼井印西線交点）

## 地理

### 通過する自治体
- 佐倉市
- 四街道市

### 交差する道路
- 千葉県道65号佐倉印西線（佐倉市寺崎北）
- 千葉県道64号千葉臼井印西線（終点）